# Stanimir Stoilov
Stanimir Kolev Stoilov (em búlgaro: Станимир Стоилов - Haskovo, 13 de fevereiro de 1967) é um treinador e ex-futebolista búlgaro que atuava como atacante. Atualmente comanda o Göztepe.
Ele se destacou no Levski Sofia, onde teve três passagens: 1990 a 1992, 1994 a 1995 e entre 1998 e 2003, quando deixou de jogar. Jogou também na Seleção Búlgara, entre 1992 e 2000. Apesar disso, não disputou as Copas de 1994 e 1998 e a Eurocopa de 1996.

## Títulos

### Jogador
Levski Sofia
- Liga Profissional Búlgara de Futebol A: 1994-95, 1999-00, 2000-01 e 2001–02
- Copa da Bulgária: 1990-91, 1991-92, 1999-00, 2001-02, 2002-03

### Treinador
Levski Sofia
- Liga Profissional Búlgara de Futebol A: 2005-06, 2006-07
- Copa da Bulgária: 2005-06, 2006-07
- Supercopa da Bulgária: 2005, 2007

Astana
- Campeonato Cazaque: 2014
- Supercopa do Cazaquistão: 2015